# Ramiro de Maeztu
Pour les articles homonymes, voir Maeztu (homonymie).
Ramiro de Maeztu, né le 4 mai 1874 à Vitoria-Gasteiz, et mort le 29 octobre 1936 à Madrid, est un écrivain, député, académicien et ambassadeur espagnol conservateur.
Critique et polémiste, Ramiro de Maeztu fait partie de la génération de 98, mais son orientation politique évolue : révolutionnaire à ses débuts, il devient par la suite nationaliste, monarchiste et réactionnaire. Sa défense de la notion d'hispanité va faire partie du socle idéologique des phalangistes.
Il est fusillé pendant la guerre d'Espagne.

## Biographie
Il est le fils de la professeure féministe Juana Whitney et le frère de la pédagogue María de Maeztu et du peintre Gustavo de Maeztu. 
Il appartient à la même mouvance littéraire qu'Azorín. 
Il collabore entre 1903 et 1904 à la revue littéraire Alma Española,,.
Il commence par vouloir « européaniser » et « angliciser » le pays (Vers une autre Espagne). Il est également l'auteur de La Crise de l'humanisme (1919), Don Quichotte, Don Juan et la Célestine (1926) et de Défense de l'hispanité (1934).
Élu député du Guipuscoa au premier parlement de la Seconde République espagnole en 1933 au sein du parti monarchiste Renovación Española, il manifeste son opposition au régime républicain. Il est arrêté au début du conflit par des milices républicaines et incarcéré le 30 juillet 1936 dans la prison pour femmes de Ventas. Il est fusillé sans jugement au cimetière d'Aravaca trois mois plus tard. 
Il a vécu jusqu'à sa mort au n°13 de la Calle Espalter, à Madrid, en Espagne, où la mairie de Madrid a placé une plaque pour honorer sa mémoire.

## Œuvre

### Théâtre
- El sindicato de las esmeraldas (1897-1910)

### Romans
- La guerra del Transvaal (1899)

### Essais
- Hacia otra España (1899)
- Inglaterra en armas. Una visita al frente (1916), illustré par Francisco Sancha Lengo
- Don Quijote, don Juan y La Celestina (1929)
- La crisis del humanismo (1919)
- Defensa del espíritu (1958)
- Defensa de la Hispanidad (1934)
- La brevedad de la vida en la poesía lírica española (1935)
- Authority, Liberty and Function in the Light of the War (1916)